# Novi Marof
Novi Marof es un municipio de Croacia en el condado de Varaždin.

## Geografía
Se encuentra a una altitud de 208 m s. n. m. a 68 km de la capital nacional, Zagreb.

## Demografía
En el censo 2011, el total de población del municipio fue de 13 238 habitantes, distribuidos en las siguientes localidades:
- Bela - 62
- Donje Makojišće - 524
- Filipići - 124
- Gornje Makojišće  - 398
- Grana - 529
- Jelenščak -213
- Kamena Gorica - 234
- Ključ - 935
- Krč - 422
- Madžarevo - 906
- Možđenec - 674
- Novi Marof - 1936
- Orehovec - 293
- Oštrice - 455
- Paka - 82
- Podevčevo - 734
- Podrute - 418
- Presečno - 899
- Remetinec  - 1 478
- Strmec Remetinečki - 512
- Sudovec - 356
- Topličica - 207
- Završje Podbelsko - 847

| Gráfica de población de Novi Marof 1857-2011 (localidad)            |
|                                                                     |
| Según los censos de población de la oficina estadística de Croacia. |